# Welling (Oklahoma)
Welling è un census-designated place (CDP) degli Stati Uniti d'America, situato nello stato dell'Oklahoma, nella contea di Cherokee.

## Geografia
Welling si trova lungo il confine orientale della Contea di Cherokee. Confina a nord con Eldon, a ovest con Park Hill, a sud con Tenkiller e ad est con la contea di Adair. Tahlequah, capoluogo della contea di Cherokee, si trova a 7 miglia (11 km) a nord-ovest da Welling Road.
Secondo lo United States Census Bureau, il CDP ha un'area totale di 29,6 miglia quadrate (76,7 km2), di cui 29,5 miglia quadrate (76,3 km2) è terra e 0,15 miglia quadrate (0,4 km2), o 0,50%, è l'acqua.